# Club de Regatas Lima (fútbol)
Club de Regatas "Lima" es un club  ubicado en la ciudad de Lima, Perú. Participa en la Liga Distrital de San Isidro.

## Historia

### Fundación
Si bien el Club de Regatas "Lima" se fundó en 1875, el Fútbol competitivo se inicia el año 1985, con las categorías 1972, 1973 y 1974, a partir de esa fecha participan en los diversos campeonatos nacionales e internacionales en sus diferentes categorías. Hoy participa con categorías Menores, Mayores, y Máster en diversos campeonatos interclubes.
El Gardenias F.C. es su equipo filial y también compite en la Liga de San Isidro.

### Liga De Fútbol De San Isidro
En el periodo 2010, fue campeón de la Liga de San Isidro donde su mejor goleada fue de 18 a 0 al equipo de Deportivo Apremasur de San Isidro. Participó en el Grupo II de las Interligas de Lima Metropolitana pero quedó último e eliminado tras pelear equipos difíciles como el Deportivo Pacífico de San Martín de Porres, Computronic de Breña y Club Santa Rosa de San Borja.
Durante el 2011, El Regatas Lima quedó como mejor tercero de la Liga de San Isidro tras golear por 6 a 0 al equipo de Real Club de Lima y clasificando al torneo de Interligas de Lima Metropolitana. Posteriormente fue eliminado en el Cuadrangular Final del torneo de Interligas de Lima Metropolitana 2011 por Estudiantil Ascope.
Actualmente (2019), logró una buena campaña en la que consiguió clasificar al torneo de Interligas, en el Grupo 18, realizando una buena campaña y llegando hasta la tercera fase, donde fue eliminado por Cultural San Martín de San Martín de Porres por gol de visitante.

## Uniforme
- Uniforme titular: Camiseta celeste con un V blanca sobre una V negra, pantalón negro, medias negras con borde superior celeste.
- Uniforme alternativo: Camiseta negra con un V blanca sobre una V celeste, pantalón negro, medias negras con borde superior celeste.

| Periodo          | Patrocinador |
| ---------------- | ------------ |
| ??? - Actualidad | Umbro        |

| Periodo         | Patrocinador |
| --------------- | ------------ |
| 2012-Actualidad | Mazda        |

### Rivalidades
Tiene rivalidades con los clubes: Lima Cricket and Football Club y Circolo Sportivo Italiano.

### Estadio
Cuenta con un estadio propio ubicado en la Sede Villa Deportiva, al sur de Lima, con un campo de medidas reglamentarias y dos tribunas con una capacidad total de 2000 espectadores. Además, cuenta con dos campos de entrenamiento aledaños al campo principal, con césped sintético nivel FIFA QUALITY PRO de medidas reglamentarias.

### Datos del club
- Mayor goleada conseguida:
  - En campeonatos nacionales de local: Regatas Lima 18 - 0 Deportivo Apremasur
  - En campeonatos nacionales de visita:
- Mayor goleada recibida:
  - En campeonatos nacionales de local:
  - En campeonatos nacionales de visita:

### Internacionales formados en el club
Lista de jugadores que son y han sido internacionales con la selección peruana de fútbol.

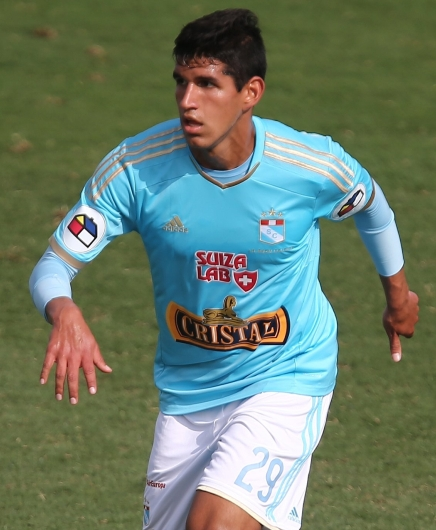
Luis Abram (Vélez Sarsfield)
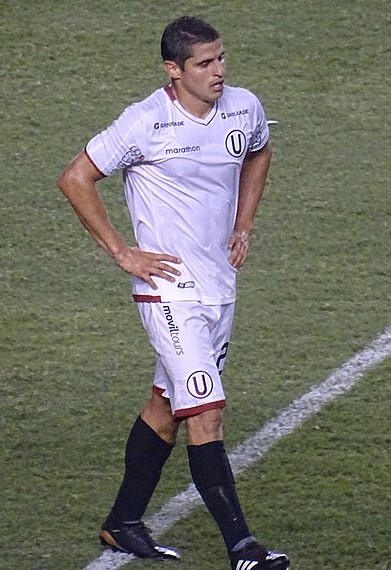
Aldo Corzo (Universitario de Deportes)

## Palmarés
- Liga Distrital de Fútbol de San Isidro (9): 2000, 2003, 2004, 2005, 2010, 2013, 2019, 2022, 2023.
- Subcampeón de la Liga Distrital de Fútbol de San Isidro: 2024.